# Hindlingen
Hindlingen [indliŋ(ɡ)ən]  est une commune française située dans la circonscription administrative du Haut-Rhin et, depuis le 1er janvier 2021, dans le territoire de la Collectivité européenne d'Alsace, en région Grand Est.
Cette commune se trouve dans la région historique et culturelle d'Alsace.

## Géographie
Hindlingen se situe dans le Sundgau, entre Friesen et Strueth.
| Strueth                           | Mertzen    | Fulleren  |
| Suarce Territoire de Belfort      | Hindlingen | Hirtzbach |
| Lepuix-Neuf Territoire de Belfort |            | Friesen   |

### Hydrographie

#### Réseau hydrographique
La commune est traversée par la ligne de partage des eaux entre les bassins versants du Rhin et de la Saône au sein respectivement du bassin Rhin-Meuse et du bassin Rhône-Méditerranée-Corse. Elle est drainée par la Largue, la Suarcine, le canal d'alimentation du canal du Rhône au Rhin, le ruisseau de l'Étang Bas et le ruisseau de l'Étang Michel,,.
La Largue, d'une longueur de 51 km, prend sa source dans la commune de Oberlarg et se jette  dans l'Ill à Illfurth, après avoir traversé 28 communes. Les caractéristiques hydrologiques de la Largue sont données par la station hydrologique située sur la commune de Friesen. Le débit moyen mensuel est de 1,07 m3/s. Le débit moyen journalier maximum est de 35,6 m3/s, atteint lors de la crue du 9 août 2007. Le débit instantané maximal est quant à lui de 65,5 m3/s, atteint le 8 août 2007.
La Suarcine, d'une longueur de 20 km, prend sa source dans la commune de Seppois-le-Bas et se jette  dans la Bourbeuse à Montreux-Château, après avoir traversé 13 communes. 

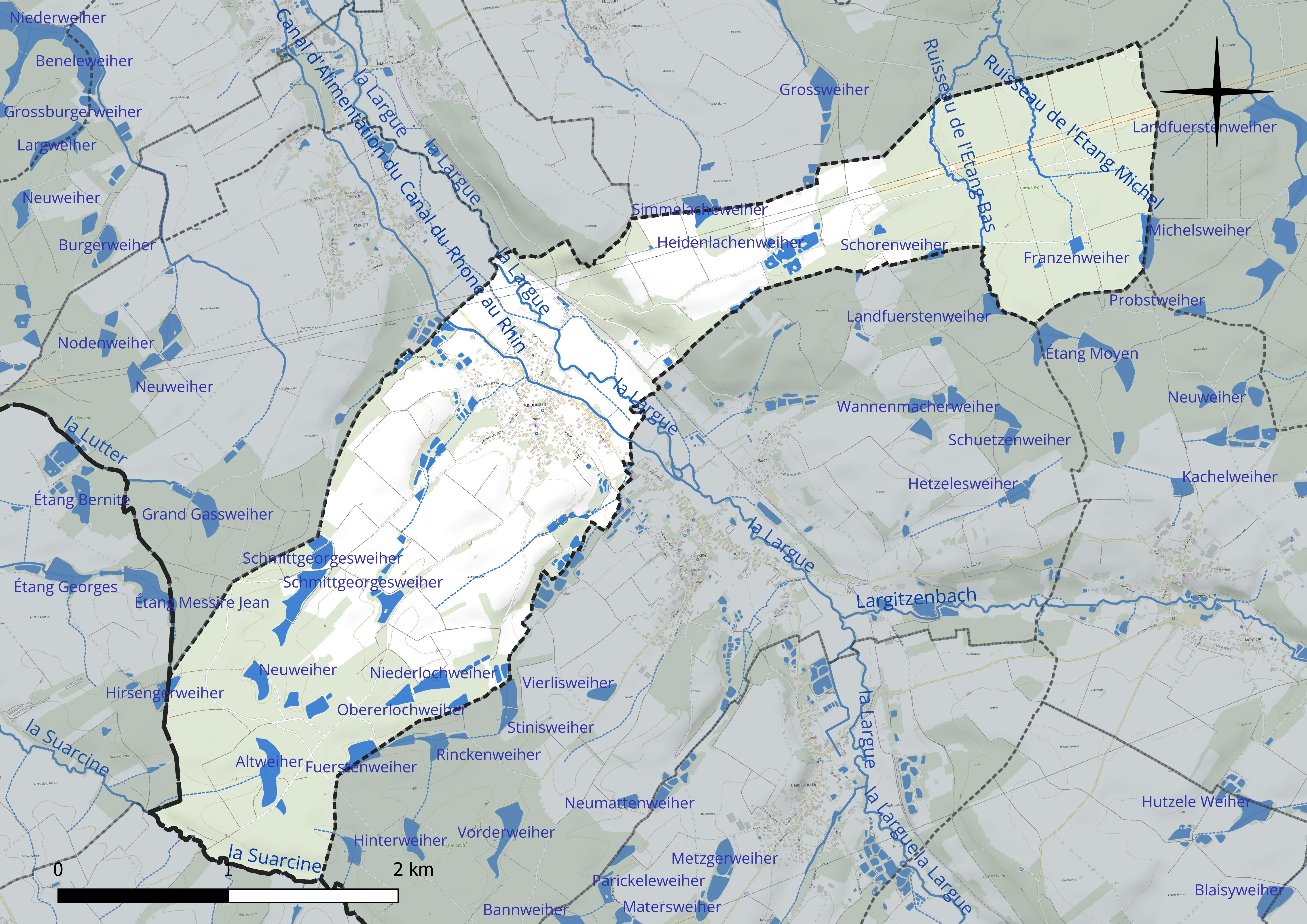
Réseau hydrographique de Hindlingen.

Divers plans d'eau complètent le réseau hydrographique : Franzenweiher (0,6 ha), Fuerstenweiher, d'une superficie totale de 2,2 ha (1,6 ha sur la commune), Heidenlachenweiher (2,8 ha), Hirsengerweiher, d'une superficie totale de 1,4 ha (0,5 ha sur la commune), l'Altweiher (3,3 ha), Landfuerstenweiher, d'une superficie totale de 1,2 ha (0 ha sur la commune), Michelsweiher, d'une superficie totale de 2,3 ha (0,9 ha sur la commune), Neuweiher (1,7 ha), Niederlochweiher (1,5 ha), Obererlochweiher (1,1 ha), Schmittgeorgesweiher (2,9 ha), Schorenweiher, d'une superficie totale de 0,6 ha (0,3 ha sur la commune) et Simmelacheweiher, d'une superficie totale de 1,8 ha (0,6 ha sur la commune),.

#### Gestion et qualité des eaux
Le territoire communal est couvert par le schéma d'aménagement et de gestion des eaux (SAGE) « Largue ». Ce document de planification concerne le bassin versant de la Largue et une zone située à l'ouest du périmètre (la région de Montreux). Ce territoire s'étend sur 385 km2. Le périmètre a été arrêté le 4 mars 1996 et le SAGE proprement dit a été approuvé le 24 septembre 1999 puis révisé le 17 mai 2016. La structure porteuse de l'élaboration et de la mise en œuvre est le Syndicat mixte pour l'aménagement et la renaturation du bassin versant de la Largue et du secteur de Montreux, qui a évolué en Epage le 1er janvier 2018, sous le nom de Epage Largue. 
La qualité des cours d’eau peut être consultée sur un site dédié géré par les agences de l’eau et l’Agence française pour la biodiversité. 

### Climat
Pour des articles plus généraux, voir Climat du Grand Est et Climat du Haut-Rhin.
En 2010, le climat de la commune est de type climat de montagne, selon une étude du Centre national de la recherche scientifique s'appuyant sur une série de données couvrant la période 1971-2000. En 2020, Météo-France publie une typologie des climats de la France métropolitaine dans laquelle la commune est exposée à un climat semi-continental et est dans la région climatique  Vosges, caractérisée par une pluviométrie très élevée (1 500 à 2 000 mm/an) en toutes saisons et un hiver rude (moins de 1 °C). 
Pour la période 1971-2000, la température annuelle moyenne est de 9,8 °C, avec une amplitude thermique annuelle de 17,7 °C. Le cumul annuel moyen de précipitations est de 965 mm, avec 10,6 jours de précipitations en janvier et 10 jours en juillet. Pour la période 1991-2020, la température moyenne annuelle observée sur la station météorologique de Météo-France la plus proche, « Carspach », sur la commune de Carspach à 7 km à vol d'oiseau, est de 11,0 °C et le cumul annuel moyen de précipitations est de 827,7 mm. 
La température maximale relevée sur cette station est de 38,1 °C, atteinte le 4 août 2022 ; la température minimale est de −17,7 °C, atteinte le 5 février 2012,,. 
Les paramètres climatiques de la commune ont été estimés pour le milieu du siècle (2041-2070) selon différents scénarios d'émission de gaz à effet de serre à partir des nouvelles projections climatiques de référence DRIAS-2020. Ils sont consultables sur un site dédié publié par Météo-France en novembre 2022.

## Urbanisme

### Typologie
Au 1er janvier 2024, Hindlingen est catégorisée bourg rural, selon la nouvelle grille communale de densité à sept niveaux définie par l'Insee en 2022.
Elle est située hors unité urbaine et hors attraction des villes,.

### Occupation des sols
L'occupation des sols de la commune, telle qu'elle ressort de la base de données européenne d’occupation biophysique des sols Corine Land Cover (CLC), est marquée par l'importance des forêts et milieux semi-naturels (49,1 % en 2018), une proportion identique à celle de 1990 (49,1 %). La répartition détaillée en 2018 est la suivante : 
forêts (49,1 %), terres arables (28,4 %), zones agricoles hétérogènes (8,1 %), prairies (5,8 %), zones urbanisées (5,7 %), eaux continentales (2,8 %). L'évolution de l’occupation des sols de la commune et de ses infrastructures peut être observée sur les différentes représentations cartographiques du territoire : la carte de Cassini (XVIIIe siècle), la carte d'état-major (1820-1866) et les cartes ou photos aériennes de l'IGN pour la période actuelle (1950 à aujourd'hui).

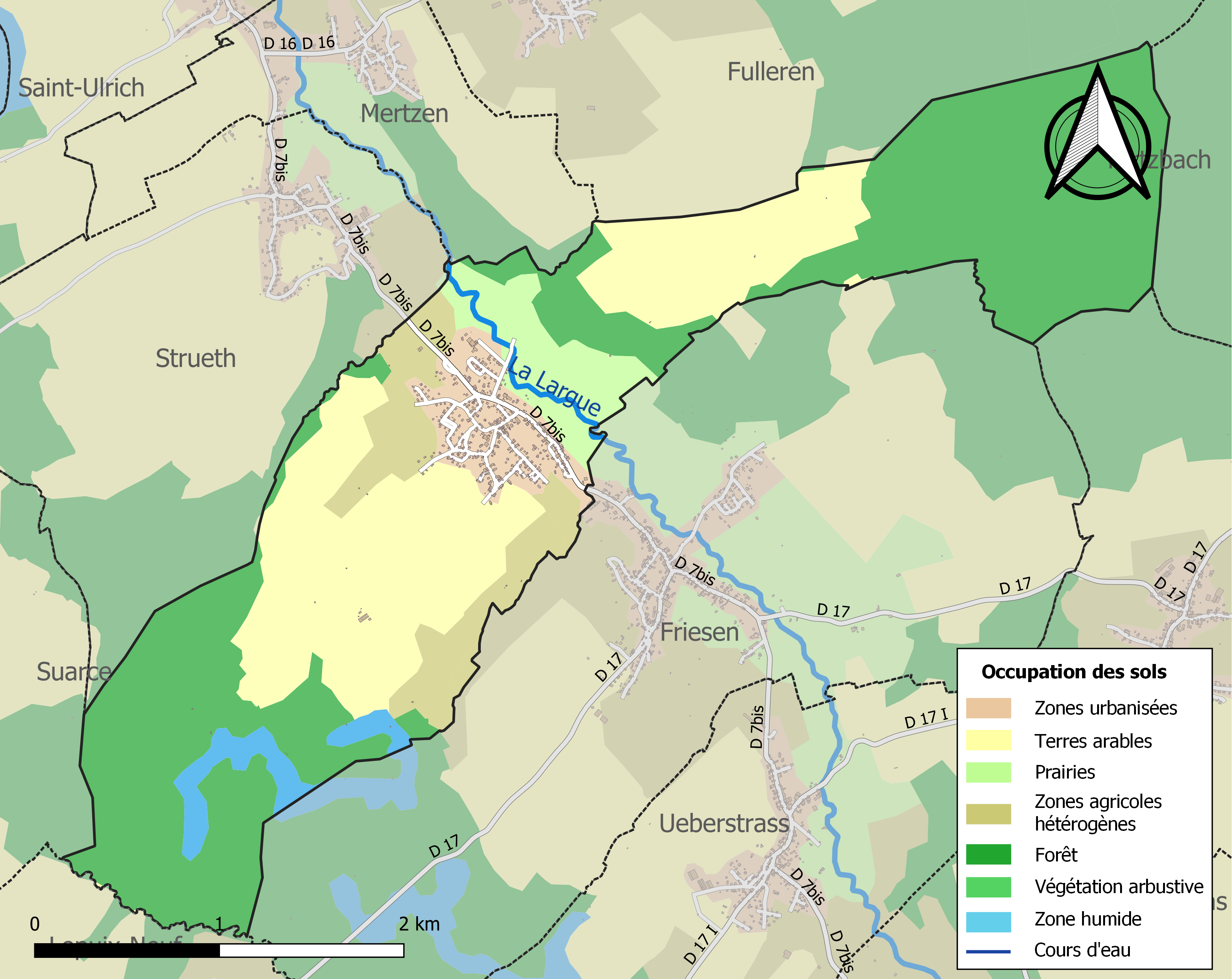
Carte des infrastructures et de l'occupation des sols de la commune en 2018 (CLC).

## Toponymie
- D'un nom de personne germanique Undila ou Undilo, suivi du suffixe -ingen.
- Chuntilingas (728-735), Hundelingen (XIVe siècle), Hintling (1576), Hindlingen (1793).
- Hìndlìnge en alsacien.

## Histoire
Le village fut cité en 735 sous le nom Chuntilingas. Le suffixe -ingen indique une fondation par les Alamans. Jusqu' en 1324, le village appartenait aux comtes de Ferette, il passa ensuite aux Habsbourg et en 1648 à la France. De 1871 à 1918, il a fait partie du Reichsland Elsass-Lothringen. Destructions en 1914-18.
| Blason d'Hindlingen | Les armes d'Hindlingen se blasonnent ainsi : « Écartelé d'azur et d'argent à la croix alézée aux extrémités pattées, de l'un dans l'autre, posée sur l'écartelure. » |

## Politique et administration
| Période                                  | Période                    | Identité                                             | Étiquette | Qualité                                                                                           |
| ---------------------------------------- | -------------------------- | ---------------------------------------------------- | --------- | ------------------------------------------------------------------------------------------------- |
| mars 1983                                | janvier 2021 (décès)       | Paul Sahm (1942-2021) Réélu pour le mandat 2020-2026 |           | Maître menuisier-ébéniste et chef d’entreprise retraité Vice-président de la CC Sud Alsace Largue |
| mars 2021                                | En cours (au 31 mars 2021) | Dominique Brunner                                    |           | Retraité de l'ONF, ancien 4e adjoint                                                              |
| Les données manquantes sont à compléter. |                            |                                                      |           |                                                                                                   |

## Démographie
L'évolution du nombre d'habitants est connue à travers les recensements de la population effectués dans la commune depuis 1793. Pour les communes de moins de 10 000 habitants, une enquête de recensement portant sur toute la population est réalisée tous les cinq ans, les populations de référence des années intermédiaires étant quant à elles estimées par interpolation ou extrapolation. Pour la commune, le premier recensement exhaustif entrant dans le cadre du nouveau dispositif a été réalisé en 2008.

En 2022, la commune comptait 631 habitants, en évolution de −1,56 % par rapport à 2016 (Haut-Rhin : +0,66 %, France hors Mayotte : +2,11 %).
| 1793 | 1800 | 1806 | 1821 | 1831 | 1836 | 1841 | 1846 | 1851 |
| ---- | ---- | ---- | ---- | ---- | ---- | ---- | ---- | ---- |
| 390  | 392  | 386  | 426  | 478  | 488  | 473  | 505  | 515  |

| 1856 | 1861 | 1866 | 1871 | 1875 | 1880 | 1885 | 1890 | 1895 |
| ---- | ---- | ---- | ---- | ---- | ---- | ---- | ---- | ---- |
| 502  | 453  | 478  | 463  | 435  | 442  | 428  | 427  | 414  |

| 1900 | 1905 | 1910 | 1921 | 1926 | 1931 | 1936 | 1946 | 1954 |
| ---- | ---- | ---- | ---- | ---- | ---- | ---- | ---- | ---- |
| 404  | 383  | 368  | 338  | 322  | 319  | 313  | 308  | 271  |

| 1962 | 1968 | 1975 | 1982 | 1990 | 1999 | 2006 | 2008 | 2013 |
| ---- | ---- | ---- | ---- | ---- | ---- | ---- | ---- | ---- |
| 247  | 305  | 313  | 361  | 407  | 432  | 578  | 619  | 646  |

| 2018 | 2022 | - | - | - | - | - | - | - |
| ---- | ---- | - | - | - | - | - | - | - |
| 630  | 631  | - | - | - | - | - | - | - |

## Culture locale et patrimoine

### Lieux et monuments
- Église Sainte-Anne, construite en 1900, style néo-roman.
- Maisons paysannes à colombage.

|  |